# وحدت‌آباد موگرمون
وحدت‌آباد موگرمون، روستایی در دهستان وحدت بخش موگرمون شهرستان لنده در استان کهگیلویه و بویراحمد ایران است. این روستا، مرکز دهستان وحدت است.

## جمعیت
بر پایه سرشماری عمومی نفوس و مسکن در سال ۱۳۹۵، جمعیت این روستا برابر با ۱۰۲ نفر (۲۶ خانوار) بوده‌است.